# Panorpa robusta
Panorpa robusta är en näbbsländeart som beskrevs av Carpenter 1931. Panorpa robusta ingår i släktet Panorpa och familjen skorpionsländor. Inga underarter finns listade i Catalogue of Life.